# 艾伦·克劳利
艾伦·克劳利（英語：Allen Crawley，1941年5月15日—），澳大利亚男子田径运动员，主攻短跑、跳远。他曾代表澳大利亚参加1962年和1966年大英帝国和英联邦运动会田径比赛，获得一枚铜牌。